# Kransekage (film)
Kransekage er en dansk børnefilm fra 2019 instrueret af Jonas Kyed.

## Handling
Peter og Julie kom hjem fra byen, men der er noget, de først skal have styr på.

## Medvirkende
- Julie Darum, Julie
- Mads Nicklas Ranch Madsen, Peter